# Jeff Foxworthy
Jeff Foxworthy (Atlanta, 6 settembre 1958) è un attore, doppiatore e comico statunitense.
Sposato dal 1985 con Pamela Gregg da cui ebbe due figlie: Jordan (1992) e Juliane (1994).

## Filmografia parziale

### Attore
- The Jeff Foxworthy Show – serie TV, 41 episodi (1995-1997)

### Doppiatore
- Red e Toby nemiciamici 2 (2006)
- I Puffi (2011)